# 군델 마텐클로트
군델 마텐클로트(Gundel Mattenklott, 1945년 10월 13일 ∼ 2024년 4월 20일)는 독일의 동화작가이다.

## 같이 보기
- 게르트 마텐클로트(de): 군델 마텐클로트와 혼인한 사람